# Andrea Corsali
Andrea Corsali (Florence, 29 juin 1487- ?) est un explorateur,  navigateur et astronome italien.

## Biographie
Au service des Médicis, il est envoyé explorer l'Asie du Sud-Est à bord de navires espagnols. Il se trouve à Cochin, en 1516  lorsque Duarte Galvão part pour l'Abyssinie en qualité d'ambassadeur. 
Corsali relate ses voyages en deux lettres écrites de Cochin ; l'une, du 6 janvier 1515, adressée à Julien de Médicis, contient son voyage depuis Lisbonne jusqu'à Cochin; dans la seconde, du 18 septembre 1517, adressée à Laurent de Médicis, il raconte ce qui lui est arrivé depuis son départ de Goa jusqu'à son retour à Cochin; il donne la description de tous les pays qu'il a eu l'occasion de voir, et parle en détail de ce qui concerne le commerce des Indes.
Giovanni Battista Ramusio publie les lettres à Florence en 1518.
Corsali est célèbre pour avoir le premier distingué Ceylan et Sumatra jusqu’alors confondues. Il reconnaît aussi la Nouvelle-Guinée et pose l'hypothèse de l'existence de l'Australie.
Corsali a de même identifié, localisé et illustré la constellation aujourd'hui connue comme la Croix du Sud.